# Sekretin
Sekretin je hormon u probavnom sustavu koji regulira izlučivanje tvari u tankom crijevu i održava ravnotežu vode u čitvaom tijelu. Sekretin izlučuju S-stanice Lieberkühnovih kripti u jejunumu (koji je dio tankog crijeva), a regulira pH sadržaj u dvanaesniku kontrolirajući izlučivanje želučane kiseline i bikarbonata.
Sekretin je prvi hormon izoliran u probavnom sustavu, a izolirali su ga 1902. William Bayliss i Ernest Starling. Sekretin je po kemijskoj strukturi linerani polipeptid koji se sastoji od 27 aminokiselina. 
Sekretin pojačava lučenje vode i bikarbonata iz Brunnerovih žlijezda u dvanesniku, a u želucu inhibira otpuštanje gastrina iz G-stanica, te tako povisuje pH sadržaja u dvanesniku.
Sekretin modulira prijenos vode i elektrolita u stanicama vodova gušterače, kolangiocitima, epitelnim stanicama pasjemenika, te dodatno sudjeluje u regulaciji osmolarnosti tjelesnih tekućina djelujući i u središnjem živčanom sustavu. 